# Скирснемунское староство
Скирснемунское староство (лит. Skirsnemunės seniūnija) — одно из 12 староств Юрбаркского района, Таурагского уезда Литвы. Административный центр — деревня Скирснемуне.

## География
Расположено в Каршувской низменности, на западе Центральной Литвы, в южной части Юрбаркского района.
Граничит с Юрбаркайским староством на западе, Гирджяйским и Шимкайчяйским староствами — на севере, Раудонским — на востоке, а также Плокщяйским, Гелгаудишкским и Кидуляйским староствами Шакяйского района  — на юге.

## Население
Скирснемунское староство включает в себя местечко 23 деревни.